# Stranger Than Paradise
Pour plus de détails, voir Fiche technique et Distribution.
Stranger Than Paradise est une comédie dramatique germano-américaine réalisée par Jim Jarmusch, sortie  en 1984.
Se composant de trois parties, selon le lieu où se déroule l'intrigue, Stranger Than Paradise montre comment, aux États-Unis, trois personnes prisonnières de leur ennui essayent vainement d'en sortir.

## Synopsis

### Première partie: «The New World»
Béla Molnar, d'origine hongroise, vit dans la banlieue de New-York depuis dix ans et se fait appeler « Willie ». Un jour, il se voit contraint d'héberger sa cousine hongroise Eva dans son studio peu spacieux, car celle-ci doit rejoindre sa tante à Cleveland. Mais la présence d'Eva semble l'agacer ; ils restent souvent silencieux et l'ambiance est pesante. Willie se montre peu courtois et lui interdit de l'accompagner dans ses sorties. Dans cet appartement, Eva fait la connaissance d'Eddie, un ami de Willie, qui lui rend visite, et celui-ci semble apprécier la présence de la jeune femme.

### Deuxième partie: «One Year Later»
Pour échapper à l'ennui, Willie et Eddie décident, un an plus tard, de retrouver Eva à Cleveland où elle s'est installée chez la tante Lotte. Les deux amis y restent quelque temps, puis proposent à Eva de partir pour la Floride – la jeune femme accepte.

### Troisième partie: «Paradise»
Les trois protagonistes font route vers la Floride. Presque arrivés, l'ennui et les problèmes d'argent les rejoignent à nouveau. Finalement, tous trois se perdent de vue.

## Fiche technique
- Titre original : Stranger than Paradise
- Réalisation : Jim Jarmusch
- Scénario : Jim Jarmusch
- Musique : John Lurie (orchestration pour quatuor à cordes de Evan Lurie) ; Screamin' Jay Hawkins
- Photographie : Tom DiCillo
- Montage : Jim Jarmusch et Melody London
- Sons : Melody London et John Auerbach
- Production : Sara Driver
- Sociétés de production : Cinesthesia Production Inc. New-York, Grokenberger Film Produktion Munich et ZDF
- Pays d'origine :  Allemagne de l'Ouest,  États-Unis
- Langues originales : anglais, hongrois
- Format : noir et blanc
- Genre : comédie dramatique
- Durée : 89 minutes
- Lieux de tournage : New York, Cleveland et Floride
- Date de sortie : 
  - France : 16 mai 1984  (Festival de Cannes 1984)
  - Canada : 6 septembre 1984 (Festival international du film de Toronto)
  - États-Unis : 1er octobre 1984

## Distribution
- John Lurie : Willie
- Eszter Bálint : Eva
- Richard Edson : Eddie
- Cecillia Stark : la tante Lotte
- Danny Rosen : Billy
- Rammellzee : l'homme à l'argent
- Sara Driver : la fille au chapeau
- Tom DiCillo : l'agent de la compagnie d'aviation
- Richard Boes : le travailleur à l'usine
- Rockets Redglare (en) : joueur de poker 1
- Harvey Perr : joueur de poker 2
- Brian J.Burchill : joueur de poker 3
- Paul Sloane : le propriétaire du motel

## Distinctions
- Léopard d'or au Festival de Locarno
- Caméra d'or au Festival de Cannes
- Grand Prix de l’Union de la critique de cinéma